# Khalilshahr
Khalīlshahr (in persiano خلیل‌شهر‎) è una città dello shahrestān di Behshahr, circoscrizione Centrale, nella provincia del Mazandaran in Iran. Aveva, nel 2006, una popolazione di 10.096 abitanti. 